# Piéride de la rave
Pieris rapae
Espèce
Statut de conservation UICN

 LC IUCN3.1 : Préoccupation mineure
La Piéride de la rave (Pieris rapae) est une espèce de lépidoptères de la famille des Pieridae. Ce petit papillon blanc inféodé aux brassicacées (crucifères) est un des plus communs en Europe et en Amérique du Nord. 

## Description

### Papillon
L'imago de la Piéride de la rave est un papillon au-dessus majoritairement blanc et au revers blanc jaunâtre. La longueur de l'aile antérieure varie de 23 à 27 mm. Chez le mâle, le dessus de l'aile antérieure comporte un seul point postdiscal noir, tandis que la femelle en a deux. L'apex de l'aile antérieure est également marqué d'une tache sombre, plus petite chez le mâle que chez la femelle. Les papillons issus de la première génération de l'année ont des marques sombres moins importantes que ceux des générations suivantes. La Piéride de la rave peut être confondue avec la Piéride de l'ibéride (Pieris mannii) et la Piéride de l'æthionème (Pieris ergane).

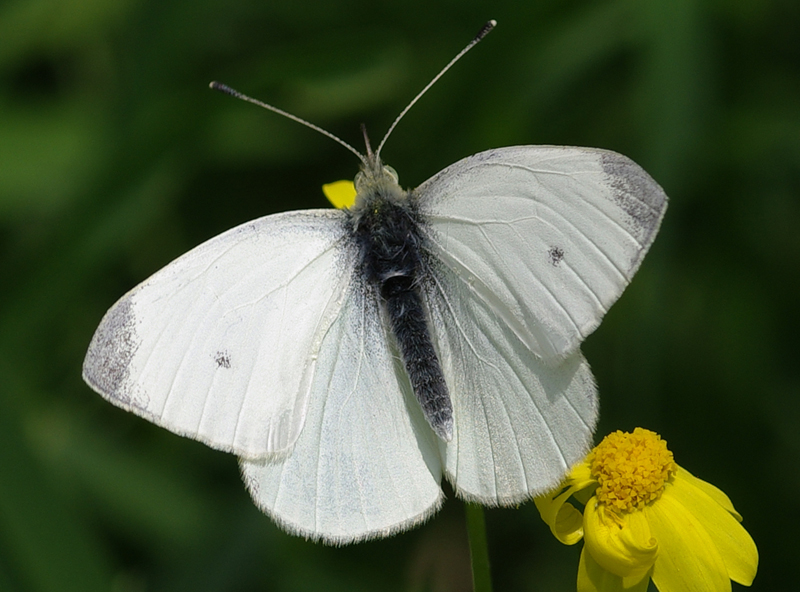
Mâle, avec 1 point postdiscal à l'aile antérieure.
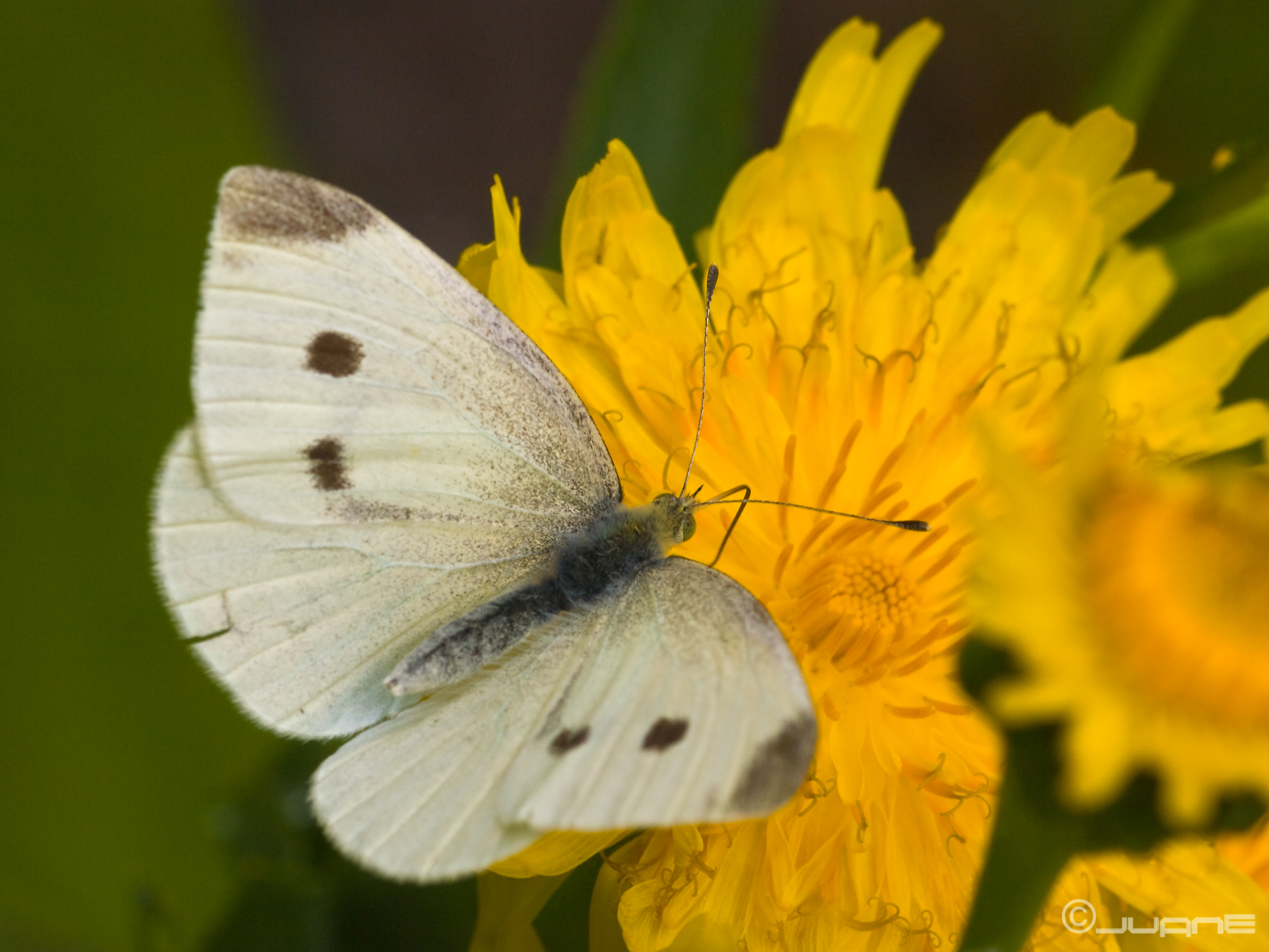
Femelle, avec 2 points postdiscaux à l'aile antérieure.
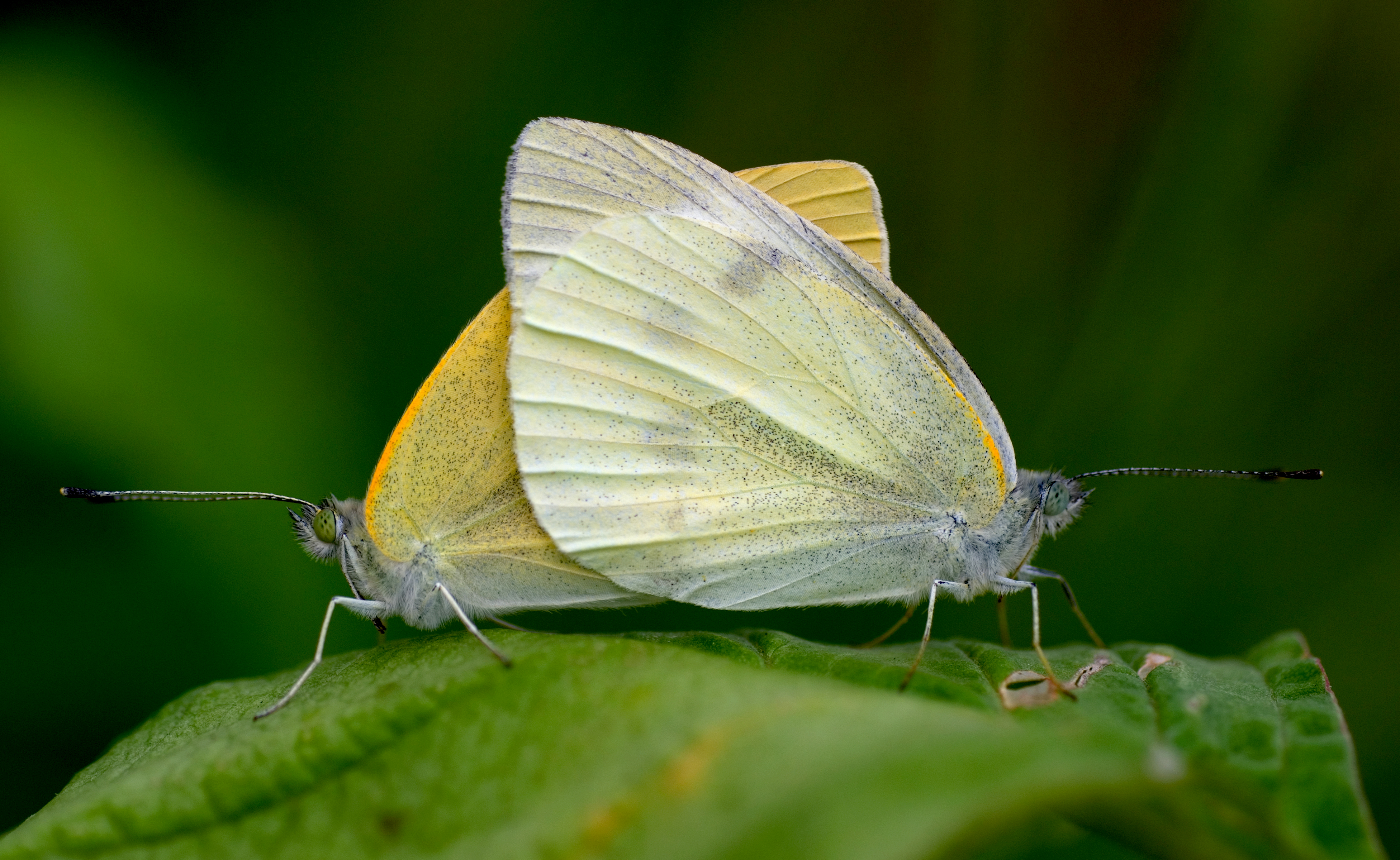
Accouplement (femelle à gauche).
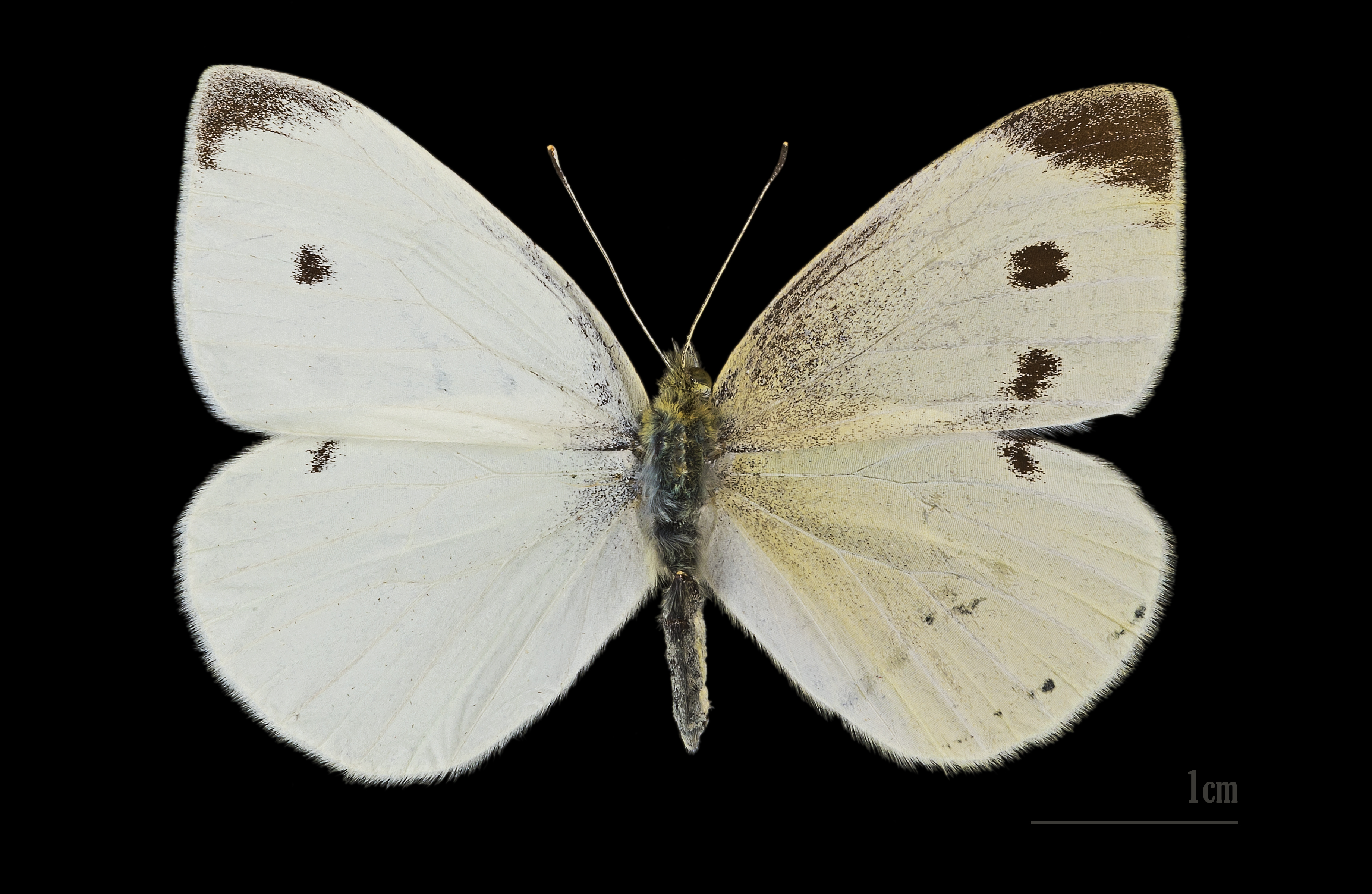
Gynandromorphe bilatéral (partie mâle à gauche).

### Premier stades
Ses œufs, jaune clair, sont pondus isolément, contrairement à ceux de la Piéride du chou, et ont une période d'incubation d'une semaine. La femelle volette de feuille en feuille sur la plante hôte et pond rapidement à chacun de ses atterrissages. 
La chenille est verte avec des points jaunes sur les flancs et une ligne continue jaune sur son sommet. La chrysalide est verte.

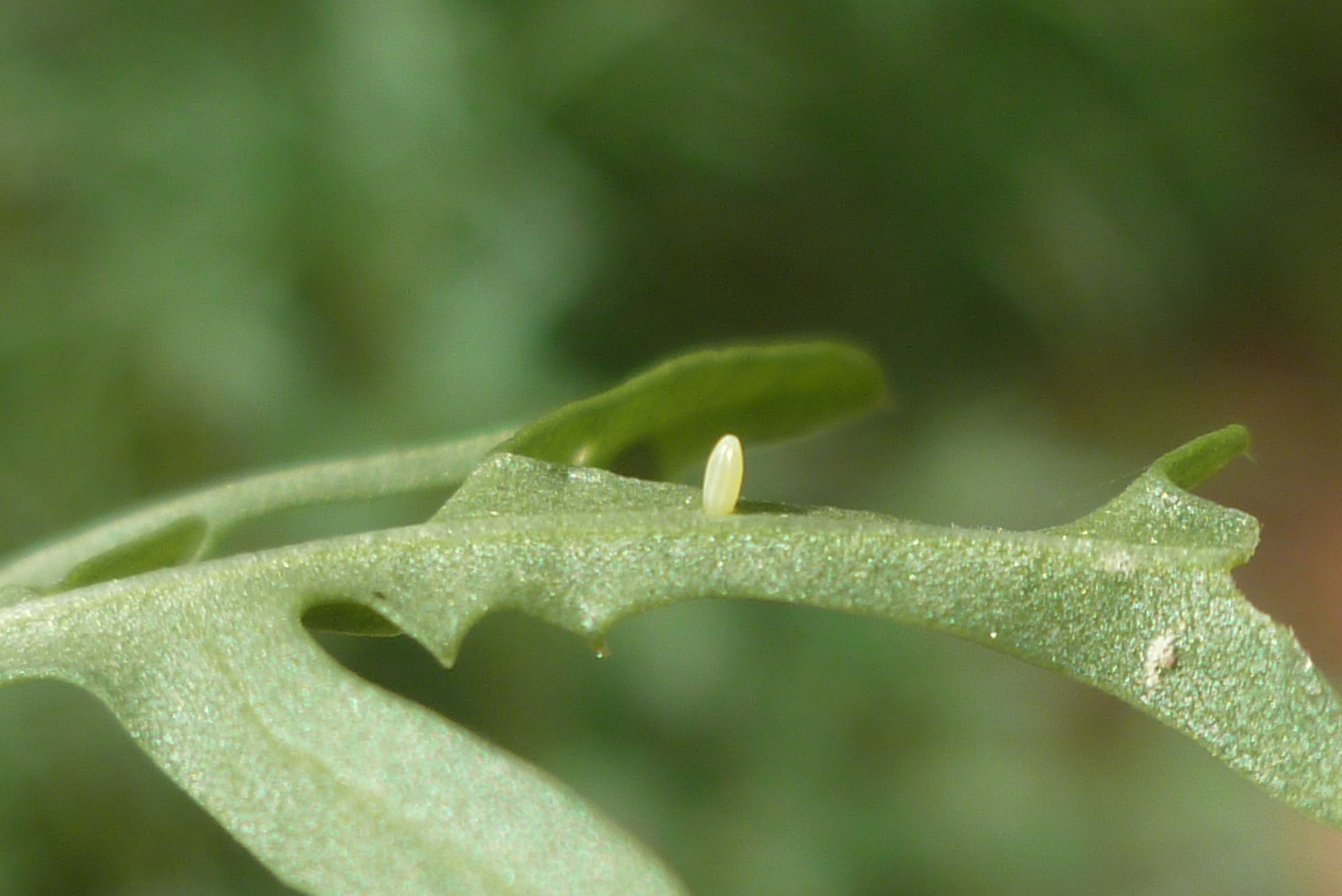
Œuf sur Diplotaxis quelques secondes après la ponte.
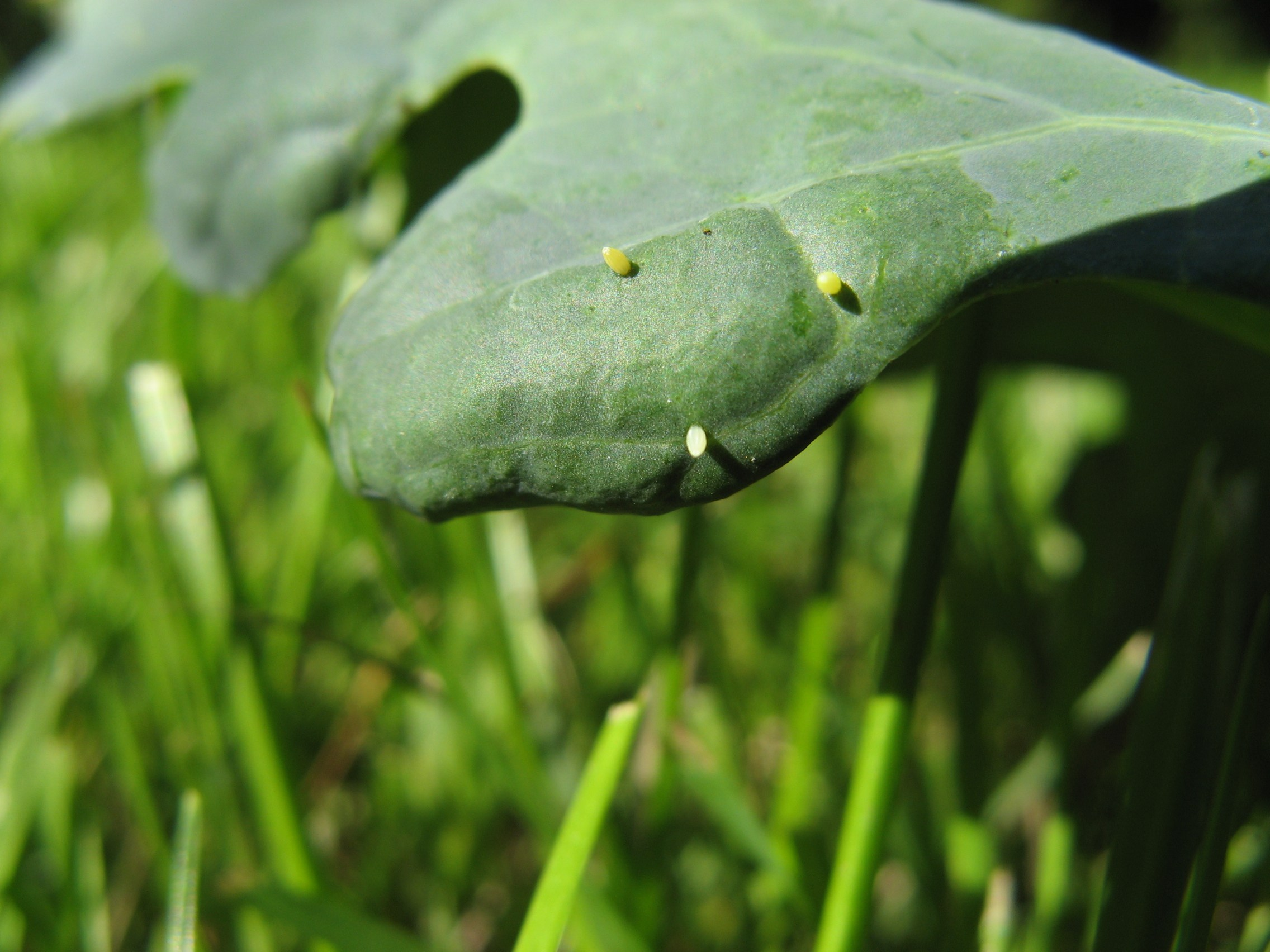
Œufs isolés.
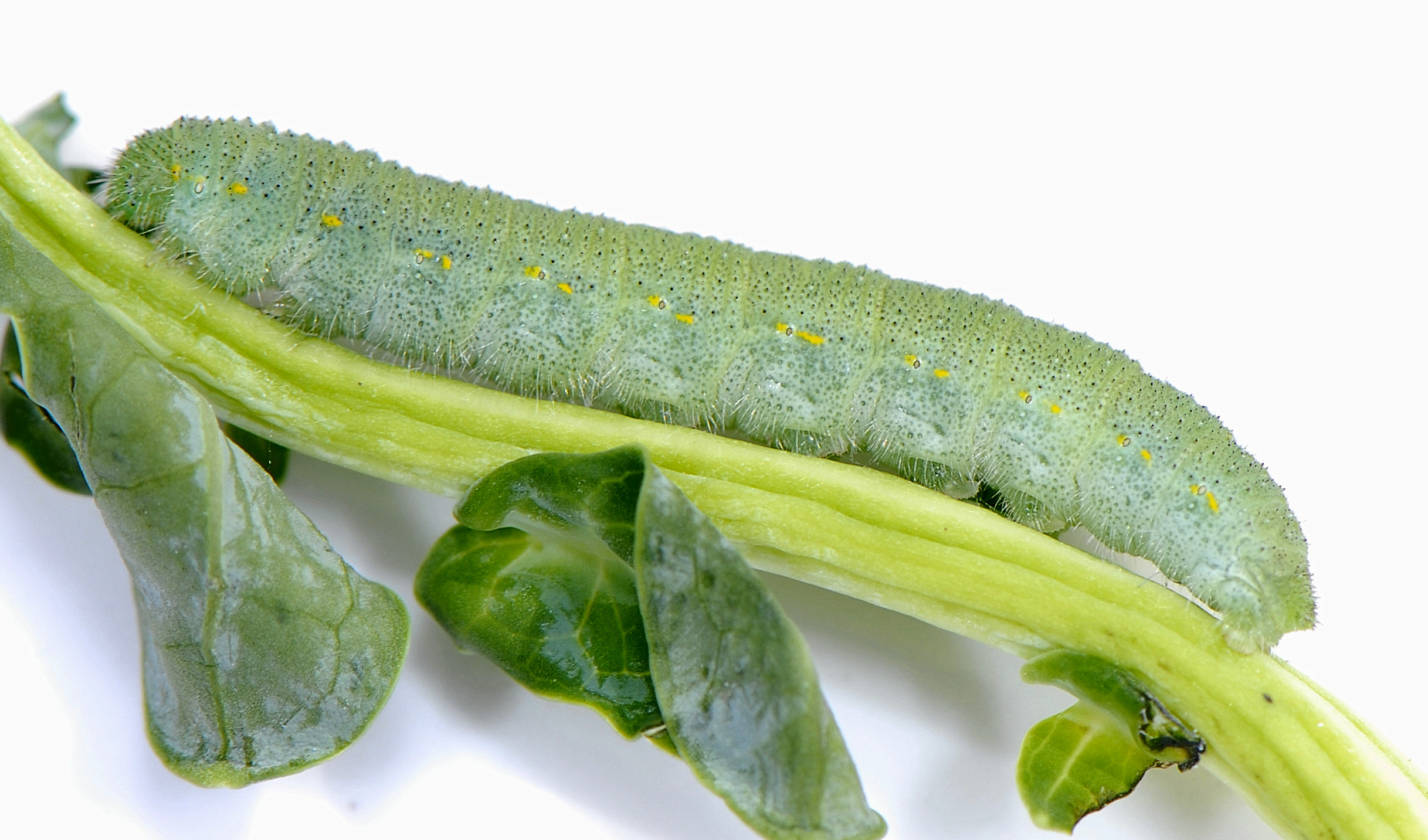
Chenille.
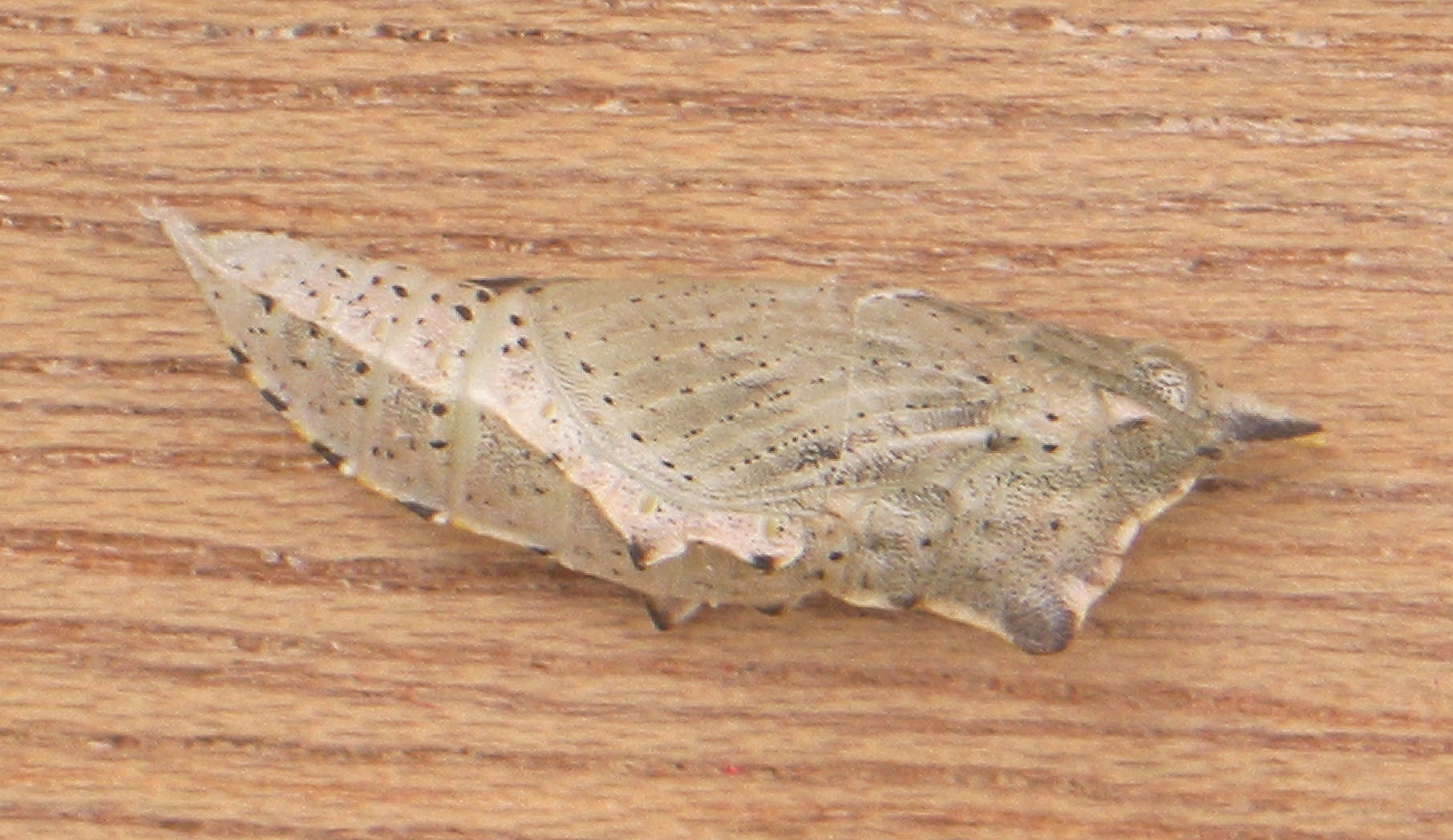
Chrysalide.

## Biologie

### Période de vol et hivernation
En plaine, le papillon peut avoir trois à cinq générations sur l'année mais seulement une à deux en montagne. L'imago est présent de mars à octobre mais est parfois présent dès janvier sur la Côte d'Azur.
L'espèce hiverne à l'état de chrysalide. Mais aux Canaries ce papillon est multivoltin et vole toute l'année.

### Plantes hôtes
Les plantes hôtes sont de nombreuses brassicacées (crucifères) : Chou potager et autres variétés, Colza, Moutarde des champs, Ravenelle, Alliaire officinale, ainsi que Réséda jaune, Grande capucine.

## Distribution et biotopes

### Aire de répartition
La Piéride de la rave est largement répandue en Eurasie, où son aire s'étend de l'Europe de l'Ouest au Japon. 
Elle est présente dans tous les départements de France métropolitaine.
Dans le Nord de l'Europe, elle a un comportement migrateur : elle va vers le nord au début de l'été puis repart au sud vers la fin août. Elle est absente des régions arctiques.
L'espèce a été introduite au Maghreb, en Islande, en Amérique du Nord (où elle est désormais répandue et commune du Canada au Nord du Mexique), à Hawaï, aux Bermudes, en Australie et en Nouvelle-Zélande.

### Historique de son expansion

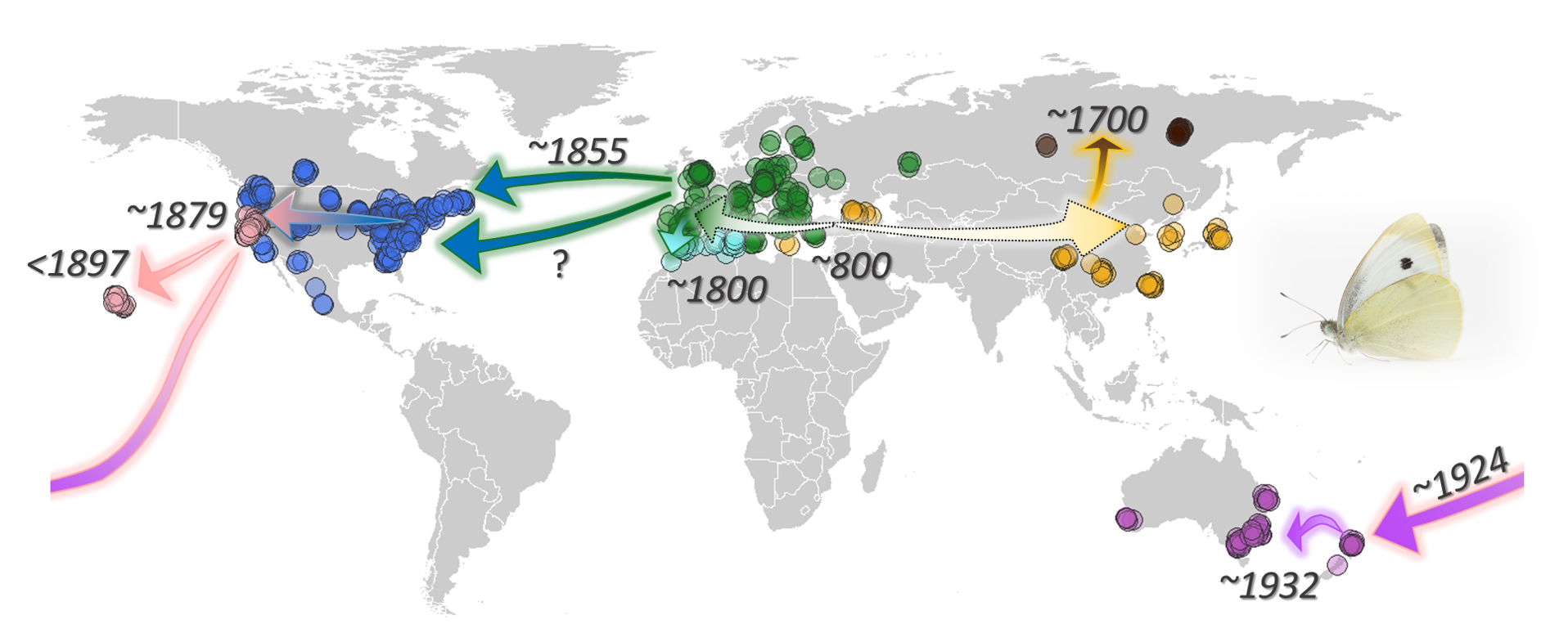
Voies d'expansion les plus probables de Pieris rapae depuis le 1er millénaire.

La Piéride de la rave s'est répandue sur tous les continents (sauf l'Amérique du Sud et l'Antarctique) en profitant des activités agricoles humaines.
Pour mieux comprendre cette invasion, une étude moléculaire a été effectuée sur des spécimens du monde entier, collectés grâce à un programme de science participative. Les résultats suggèrent que cette espèce, probablement originaire de l'Est de la région méditerranéenne, a d'abord conquis le reste de l'Eurasie au cours des deux derniers millénaires grâce à la diversification des cultures de crucifères et au développement des routes de commerces, comme la route de la soie. 
Plus récemment, elle a envahi de nouveaux continents grâce à des introductions accidentelles : d'abord l'Afrique du Nord, puis l'Amérique du Nord par introduction de spécimens européens à partir du milieu du XIXe siècle. De là, elle a été introduite à Hawaï vers 1897, puis en Nouvelle-Zélande et en Australie dans les années 1920-1930.

### Biotopes
La Piéride de la rave est présente dans de nombreux milieux ouverts ; elle apprécie notamment les jardins et les prairies riches en brassicacées, jusqu'à 2 100 mètres d'altitude. Elle se maintient dans les villes sur les friches temporaires.

## Noms vernaculaires
- En français : la Piéride de la rave, le Petit Blanc du Chou[8].
- En anglais : Small White, ou Cabbage White aux États-Unis.
- En allemand : Kleiner Kohlweißling.
- En néerlandais : Klein koolwitje.
- En espagnol : Pequeña mariposa de la Col.
- En italien : Rapaiola.

## Systématique
L’espèce actuellement appelée Pieris rapae a été décrite par le naturaliste suédois Carl von Linné en 1758, sous le nom initial de Papilio rapae,.

### Synonymie
- Papilio rapae Linnaeus, 1758 — Protonyme
- Pontia rapae (Linnaeus, 1758)
- Artogeia rapae (Linnaeus, 1758)

### Sous-espèces
De nombreuses sous-espèces ont été décrites, mais ne sont pas toujours reconnues. On peut notamment citer :
- Pieris rapae rapae (Linnaeus, 1758)
- Pieris rapae deleta Strand, 1901 — dans le Nord de l'Europe.
- Pieris rapae mauretanica Verity, 1908 — en Afrique du Nord.
- Pieris rapae transcaucasica (Stauder, 1925) — dans le Caucase et en Arménie.
- Pieris rapae meleager Hemming, 1934 — Talysh et Kopet-Dag.
- Pieris rapae kenteana Rühl, [1893] — en Asie de l'Est et du Nord.
- Pieris rapae crucivora Boisduval, 1836 — en Extrême-Orient russe.
- Pieris rapae debilis Alphéraky, 1889 — dans le Sud-Est de l'Europe et une partie de l'Asie.
- Pieris rapae leucosoma Schawerda, 1905 — au Proche-Orient.
- Pieris rapae atomaria Fruhstorfer, 1909 — en Dalmatie.
- Pieris rapae micipsa Fruhstorfer, 1909 — au Japon.
- Pieris rapae lysicles Fruhstorfer, 1909 — au Japon.
- Pieris rapae tochica Peile, 1937
- Pieris rapae originalis Bryk, 1940
- Pieris rapae crucivorina Bryk, 1942 — aux îles Kouriles.
- Pieris rapae yunnana Mell, 1943 — en Chine
- Pieris rapae bernardii Le Moult, 1945

## Protection
Aucun statut de protection, c'est l'un des papillons les plus communs au monde.